# Есперанто (хижа)
„Есперанто“ е  туристическа хижа, намираща се в местността Каранова ливада в планината Витоша. Хижата е построена през 1959 година от българските есперантисти и управление Лесопаркове към СГНС (Софийски градски народен съвет) по случай 100 години от рождението на доктор Людвик Заменхоф. Наричана е още „хижата с керемидките“.
Към 2021 година хижата е неработеща, като преди това са провеждани търгове за наемането ѝ.

## Изходни пунктове
- местността Златните мостове (последна спирка на автобус № 63) – 0,40 ч
- квартал Бояна – 2 ч

## Съседни туристически обекти
- хижа Камен дел – 15 минути
- хижа Момина скала – 20 минути
- Боянски водопад – 30 минути
- Копитото – 40 минути
- Златни мостове – 40 минути